# World Hockey Association
World Hockey Association (pl. Światowa Federacja Hokeja) - była zawodowa liga hokeja na lodzie w Ameryce Północnej, która istniała od 1972 do 1979. Liga ta była pierwszym głównym rywalem National Hockey League od czasu upadku Western Canada Hockey League. Chociaż liga ta nie jako pierwsza próbowała dorównać NHL to jej udało się to najlepiej. Liga została założona przez Dennisa Murphy'ego i Gary'ego Davidsona. Drużyny ligi WHA miały się znajdować w mniejszych miastach co miało zaoszczędzić trochę pieniędzy i oferować graczom wyższe stawki niż w NHL. Niektórzy gracze z klubów NHL przeszli do zespołów ligi WHA. Liga oficjalnie wystartowała 11 października 1972 roku meczem Alberta Oilers - Ottawa Nationals. Jednak po kilku sezonach wiele klubów WHA miało kłopoty finansowe przez co większość dobrych graczy odchodziła do NHL. W sezonie 1978–1979 (ostatnim) w rozgrywkach brało udział tylko sześć zespołów. 22 marca 1979 roku władze WHA porozumiały się z NHL i postanowili że cztery najlepsze zespoły ostatniego sezonu czyli: Edmonton Oilers, New England Whalers, Quebec Nordiques i Winnipeg Jets przejdą do NHL.

## Drużyny występujące w WHA
- Alberta Oilers (1972-1979 zmienił nazwę na Edmonton Oilers w 1973)
- Chicago Cougars (1972-1975)
- Cincinnati Stingers (1975-1979)
- Calgary Broncos (nigdy nie wystąpił) - Cleveland Crusaders (1972-1976) - Minnesota Fighting Saints II (1976-1977)
- Denver Spurs (1975-1976) - Ottawa Civics (1976)
- Dayton Aeros (nigdy nie wystąpił) - Houston Aeros (1972-1978)
- Indianapolis Racers (1974-1978)
- Los Angeles Sharks (1972-1974) - Michigan Stags (1974-1975) - Baltimore Blades (1975)
- Minnesota Fighting Saints (1972-1976)
- New England Whalers (1972-1979)
- New York Raiders (1972-1973, zmienił nazwę na New York Golden Blades w 1973) - New Jersey Knights (1973-1974) - San Diego Mariners (1974-1977)
- Ottawa Nationals (1972-1973) - Toronto Toros (1973-1976) - Birmingham Bulls (1976-1979)
- Miami Screaming Eagles (nigdy nie wystąpił) - Philadelphia Blazers (1972-1973) - Vancouver Blazers (1973-1975) - Calgary Cowboys (1975-1977)
- Phoenix Roadrunners (1974-1977)
- San Francisco Sharks (nigdy nie wystąpił) - Quebec Nordiques (1972-1979)
- Winnipeg Jets (1972-1979)